# Fatuma Abdulkadir Adan
Fatuma Abdulkadir Adan, née en 1978 au Kenya, est une avocate, ambassadrice de la paix et  récipiendaire du Prix de la Paix de Stuttgart,.

## Biographie
Fatuma Adan est née au nord du Kenya à Marsabit. Ses parents appartiennent chacun à deux tribus en guerre. Après sa formation d'avocate, elle retourne dans sa ville natale afin de promouvoir la paix entre les peuples  Boranas, Gabbra et Rendilles.  En 2003, elle fonde Horn of Africa Development Initiative (en), une organisation non gouvernementale pour promouvoir la paix et l'éducation au Kenya. Elle lance un programme appelé "Shoot To Score, Not To Kill" (Tirer pour marquer, pas pour tuer), qui utilise le football pour engager les jeunes kényans pour la paix.
En janvier 2011, Fatuma Adan reçoit le Prix de la Paix de Stuttgart pour son projet "combiner le football et l' émancipation».  
Le 20 septembre 2013, elle est invitée à parler de son travail avec la Horn of Africa Development Initiative aux pourparlers de paix de Genève. Ces pourparlers ont été organisés par l'Organisation des Nations Unies et d'autres partenaires de la Journée internationale de la paix .
Fatuma Adan se bat pour plus de droits pour les femmes, l'arrêt des livraisons d'armes au Kenya et la fin de l'excision des jeunes filles et des femmes.

## Liens
- (en) Cet article est partiellement ou en totalité issu de l’article de Wikipédia en anglais intitulé « Fatuma Abdulkadir Adani » (voir la liste des auteurs).